# Belényesörvényes
Belényesörvényes falu Romániában, Bihar megyében.

## Fekvése
Bihar megyében, a Bihar-hegység alatt, Belényestől keletre, a Fekete-Körös jobb partján fekvő település.

## Története
Belényesörvényes nevét a korabeli oklevelek a 15. században említik először.
A település földesura a törökök kiűzése után a római, majd a görögkatolikus püspökség volt. A görögkatolikus püspökség még a 20. század elején is birtokosa volt a településnek.
1910-ben 1048 lakosából 1022 román, 25 magyar volt. Ebből 1017 görögkeleti ortodox, 12 református, 12 izraelita volt.
A trianoni békeszerződés előtt Bihar vármegye belényesi járásához tartozott.

## Nevezetességek
- A község határában érdekes barlang található.